# Calanthe millotae
Calanthe millotae är en orkidéart som beskrevs av Eugène Ursch, Genoud och Jean Marie Bosser. Calanthe millotae ingår i släktet Calanthe och familjen orkidéer. Inga underarter finns listade i Catalogue of Life.